# Bergölandet
Bergölandet, finska: Vuorisaari, är en ö i Finland. Den ligger i Finska viken och i kommunen Kyrkslätt i landskapet Nyland, i den södra delen av landet. Ön ligger omkring 37 kilometer sydväst om Helsingfors.
Öns area är 10,8 hektar och dess största längd är 490 meter i sydväst-nordöstlig riktning.